# Camera dei rappresentanti del Colorado
La Camera dei rappresentanti del Colorado è la camera bassa dell'Assemblea Generale dello Stato. Essa si riunisce, insieme al Senato, al Campidoglio di Denver.
Essa è formata da 65 membri eletti in altrettanti distretti costitutivi, ognuno rappresentante circa 75.000 persone. I membri sono eletti per un mandato di due anni e per un limite massimo di quattro mandati consecutivi, ma dopo una pausa di due anni possono essere nuovamente eletti.